# 让青春继续
《让青春继续》是一部集体创作的以校园为题材的网络小说，故事第一季发生在1994年至1998年，讲述主人公百脑的初恋故事。从第一季中信息可以推断出故事的发生地点是西安邮电学院（现西安邮电大学）与西安交通大学。该小说并未正式出版。

## 小说概述
《让青春继续》分为三季。第一季：初恋故事完整版，这部分主要是写百脑和女主人公程璐以及他们的朋友发生在校园里的一些故事；第二季：在那些灰暗的日子里，这一部分主要是讲百脑因为帮助违法的江海和唐怡，因而受到连累被判入狱9个月写的是发生在监狱中的故事；第三季：最珍贵的年轻的心，这一部分是讲述百脑走到社会的一些经历，从卖电脑到万科房地产，再到北京的小网络公司，最后进入普华永道的故事。

## 创作团队
小说由团队创作完成：由newshasha（沙沙）、boboli（菠萝仔）策划，以buynow、飞猪为故事原型，Tony（老高）提供素材资料，HarryBaby与南哥参与情节设计。

## 衍生作品

### 广播剧
该小说被改编为同名广播剧，最早于2003年由浙江动感996流行音乐广播的“AMY・COM”栏目播出。2012年再次由浙江电台音乐台的“夜叶精彩”栏目播出。

### 舞台剧
以《让青春继续》广播剧为基础，小说也被改编为舞台剧。由广播剧的播音人员，在浙江广播音乐厅演出。